# 柑橘园

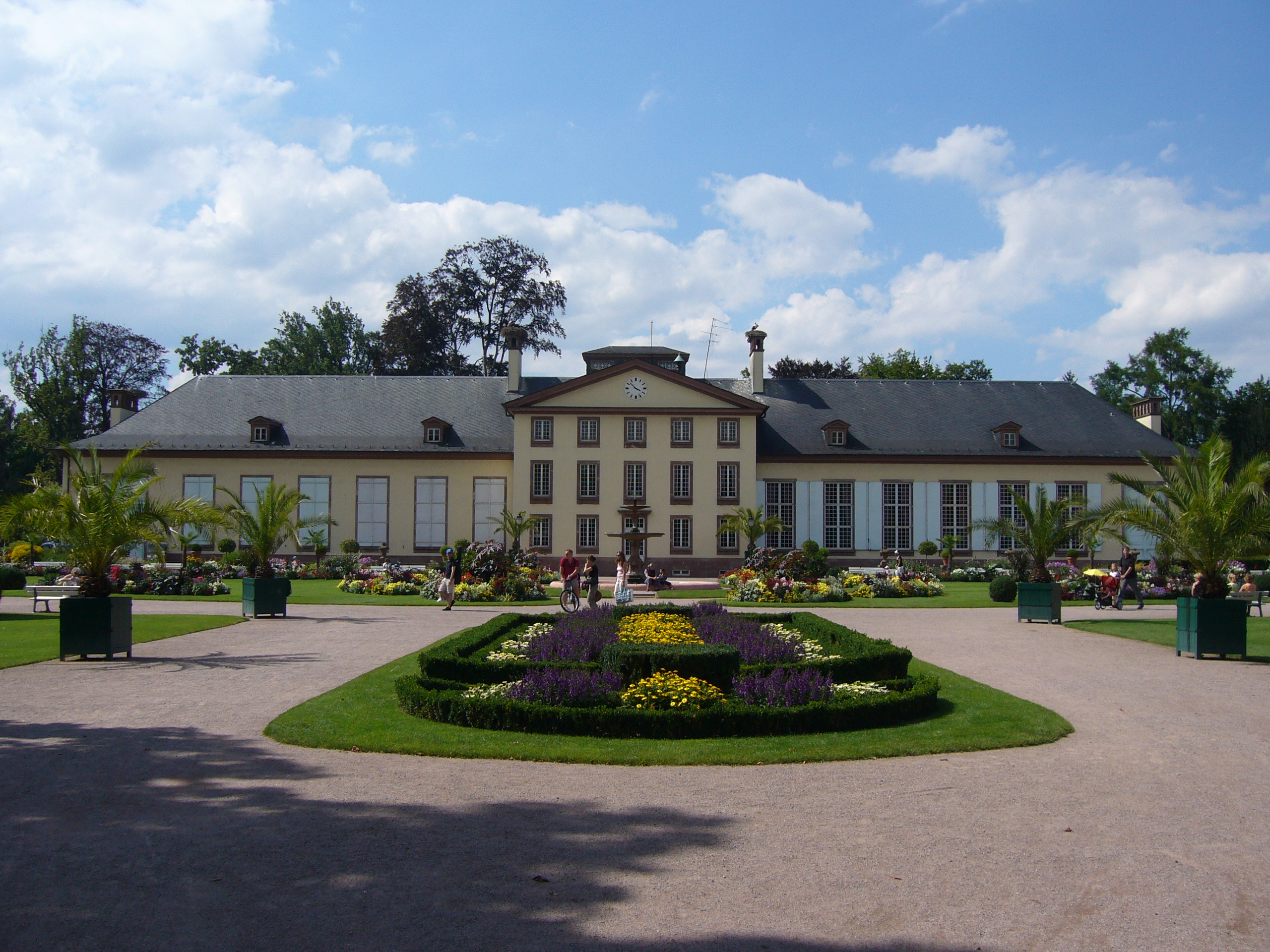
约瑟芬馆

柑橘园（Parc de l'Orangerie）是法国斯特拉斯堡市主要的公园之一，位于欧洲委员会对面，面积26公顷。 

## 历史
17世纪，凡尔赛花园的设计者安德烈·勒诺特尔（André Le Nôtre）已经设计了公园的主要道路。法国大革命期间，斯特拉斯堡市没收了Bouxwiller城堡，继承了一百四十株柑橘树，于1804年修建约瑟芬馆（以法国皇后、拿破仑一世的妻子约瑟芬·德博阿尔内命名）来容纳它们。
柑橘园在德国统治时期，在1895年斯特拉斯堡工业与工艺博览会之际有所扩建。
1968年，约瑟芬馆毁于火灾，随后重建。今天只有在公园的温室只有三株柑橘。 

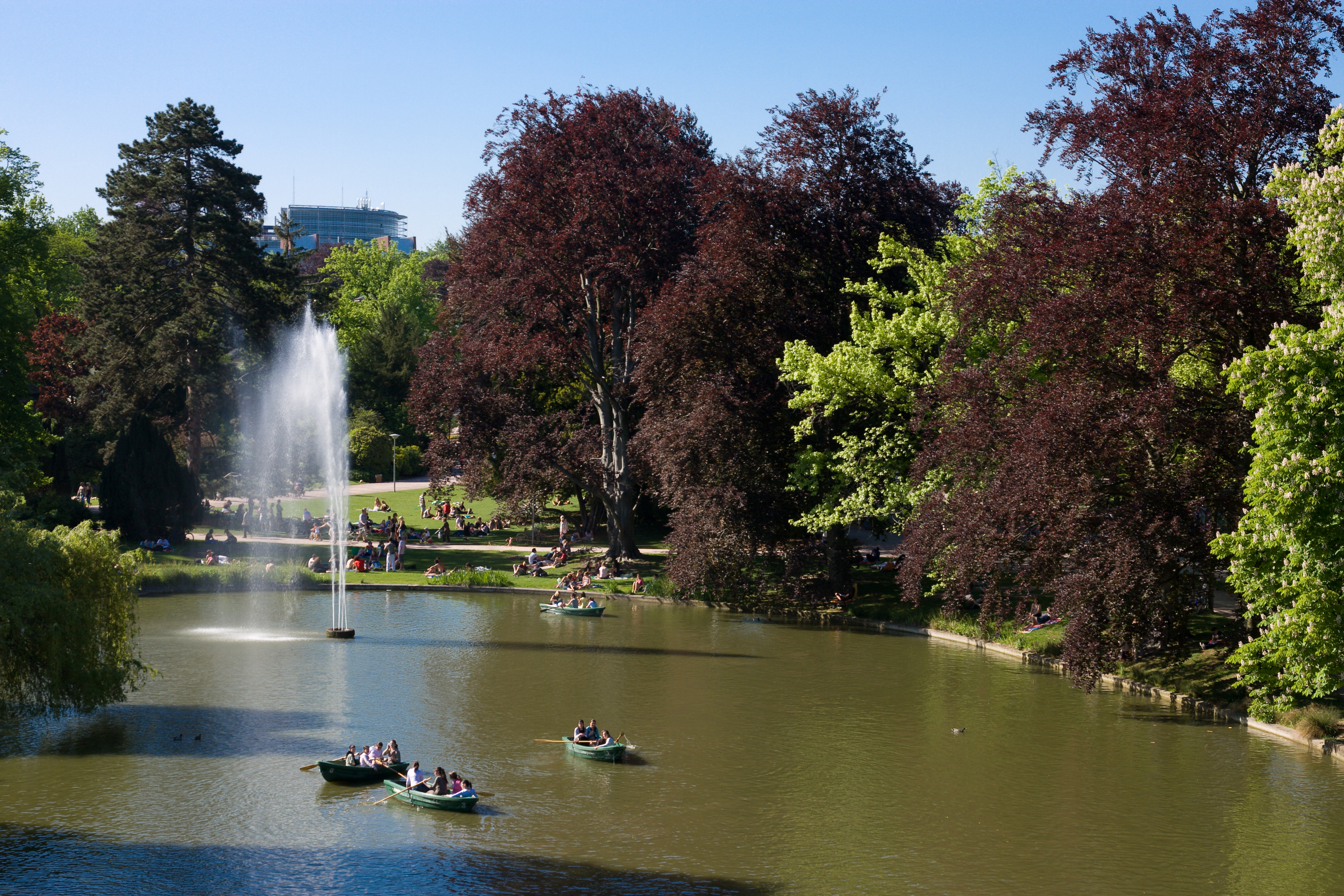
湖景
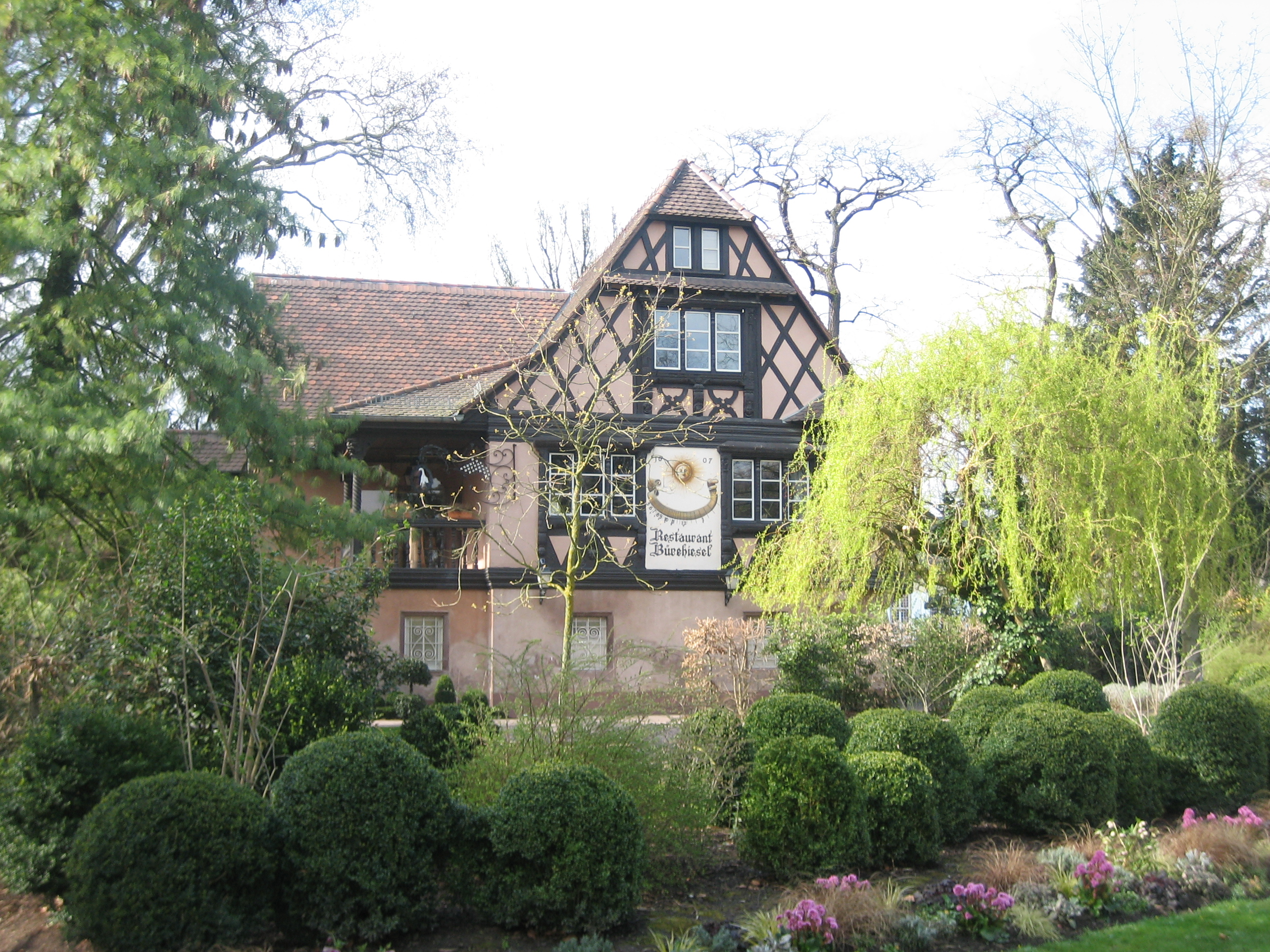
Le Buerehiesel
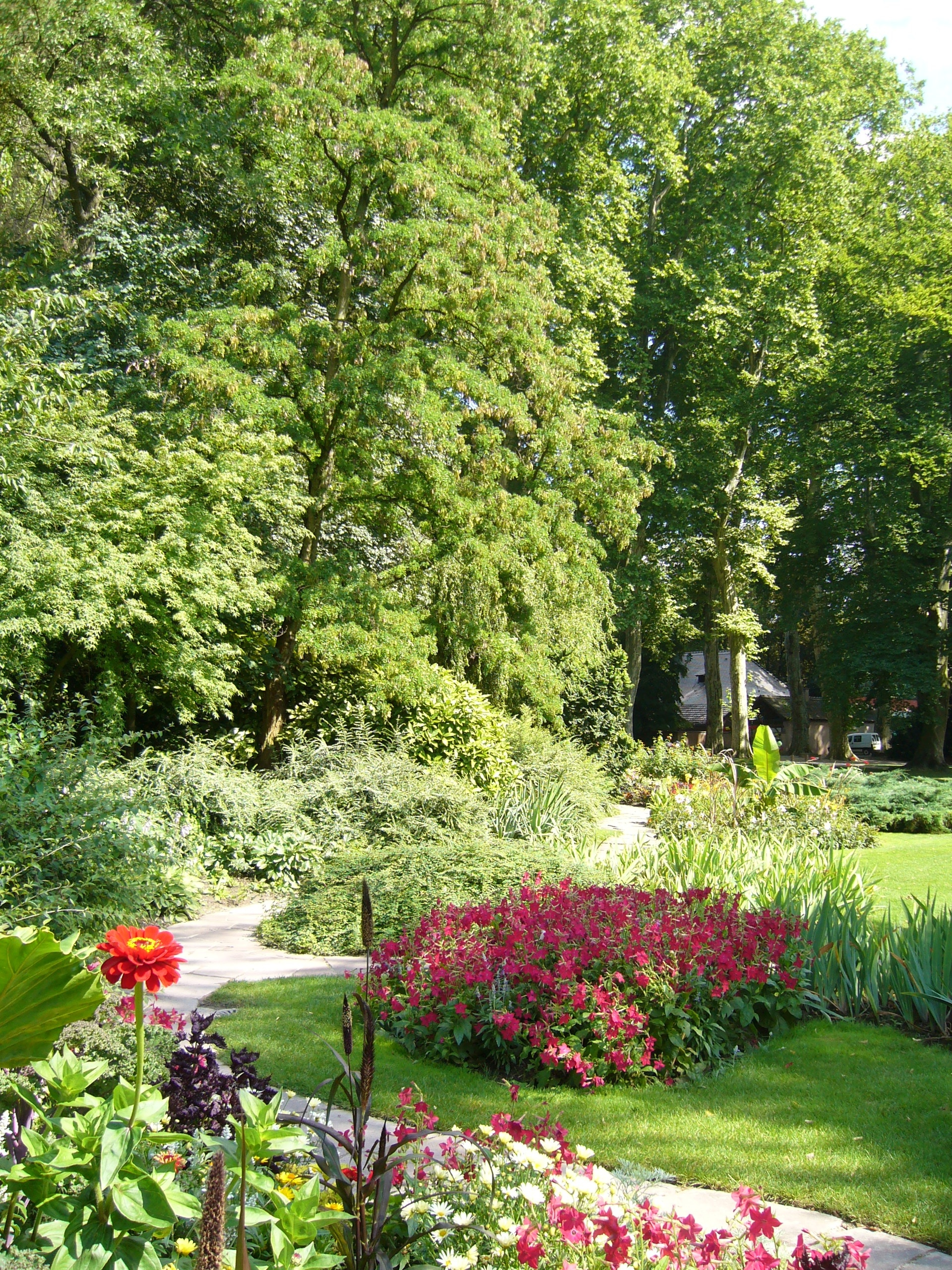
公园步道